# Солдатська синагога (Харків)
Солдатська синагога (також Міщанська синагога, інколи молитовний дім Буроса, офіційно: 2-га єврейська молитовня) — перша синагога відкрита в Харкові, нині не існуюча.

## Історія
Заснована в першій третині XIX століття відставними солдатамии-кантонистами на вулиці Міщанській (сучасна адреса Громадянська, 19). Права власності були оформлені на купця Слонима. 1885 року ці права перейшли до купця Юлія Файнберга, а в 1908 — до іншого знаменитого купця філантроп, підприємця і табачного магната Пейсаха Бураса. Бурас відомий створенням у місті Товариства допомоги бідним євреям. Після його смерті в 1914 році, його спадкоємці передали права на синагогу місцевій єврейській громаді. Була духовним єврейським центром міста.
За радянської влади синагоги потерпали, все коштовне з них вилучалося. У березні/квітні 1922 року був здійснений рейд по харківських синагогах, включно з Солдатською. Цікавий факт, згідно з майновим переписом харківської губернської комісії по вилученню, в єврейських молитвнях містилося понад 150 сувоїв Тори, при цьому в Міщанській синагозі їх було більше 30-ти.
Під час Другої світової війни синагога стала місцем трагедії. В Харкові місцем Голокосту став Дробицький Яр, де взимку 1941—1942 років було знищено близько 20 тисяч осіб. Вулиця Громадянська стала місцем збору людей перед відпрпавкою до гетто, так як тут був місцевий осередок єврейського життя, тут у людей забирали пожитки і фільтрували. Тих, хто не міг сам йти пішки, щоб дістатися до гетто — в бараки верстатобудівного заводу на околиці міста — замкнули в Солдатської синагозі — єдиній на той момент діючій в Харкові синагозі. 
У грудні 1941 року від холоду і голоду в ній загинули близько 400 євреїв — дітей, калік і старих людей.
Після війни ніякі релігійні служби в синагозі не здійснювалися. Поступово місцевість була зайнята підприємством "Електротерм", від будівлі старої синагоги залишився тільки фундамент і частина фасаду першого поверху, на якому були відкрито дві пам'ятні дошки.

## Сучасність
За адресою Громадянська, 19 у 2019 році збудована нова багатофункціональна будівля офісного типу, залишки старої цегляної кладки розібрані, крім невеликого фрагменту. Одна з двох пам'ятних плит, що були на залишках будівлі — розоміщена на новому фасаді.

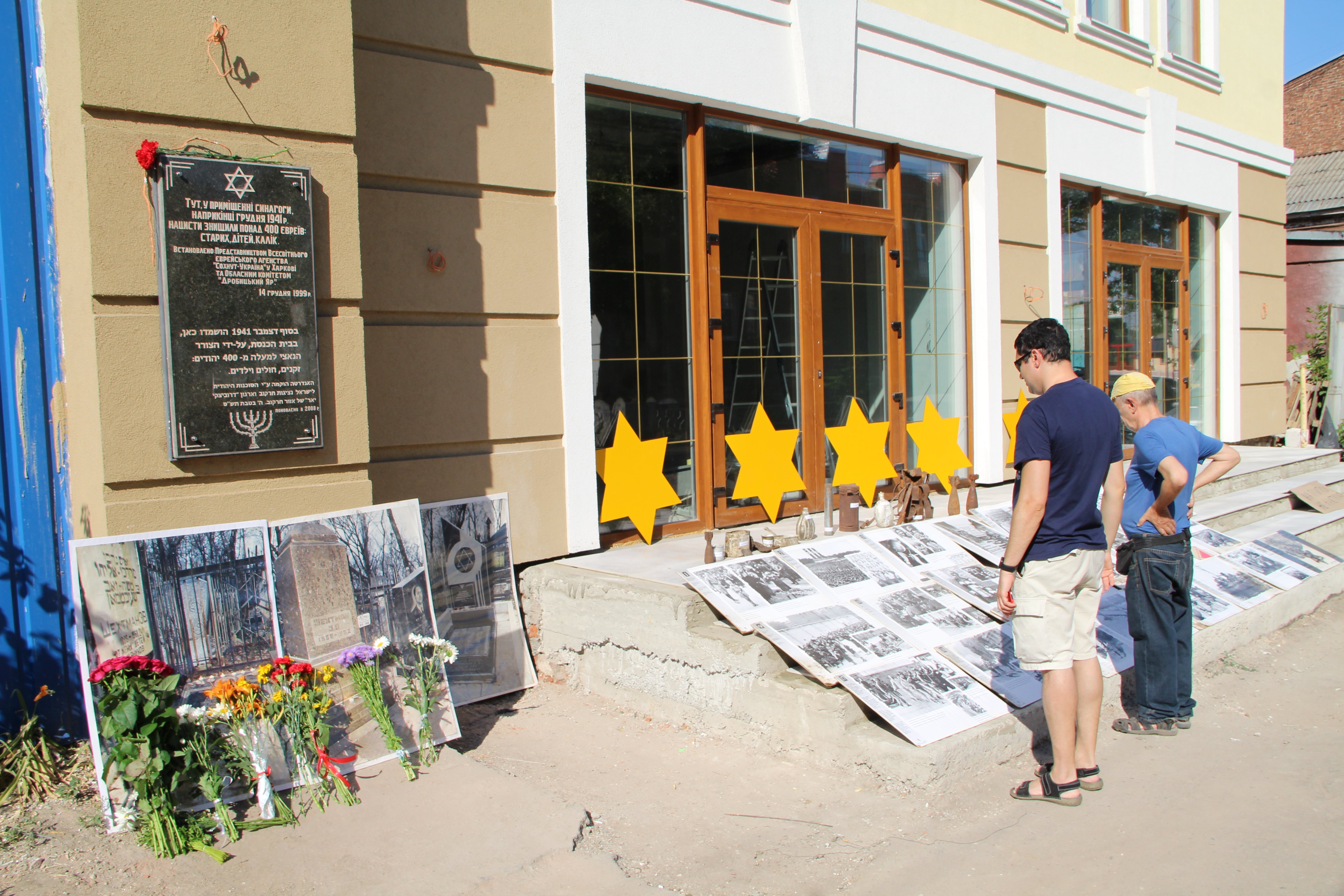
Церемонія пам'яті на східцях нової будівлі де була стара синагога
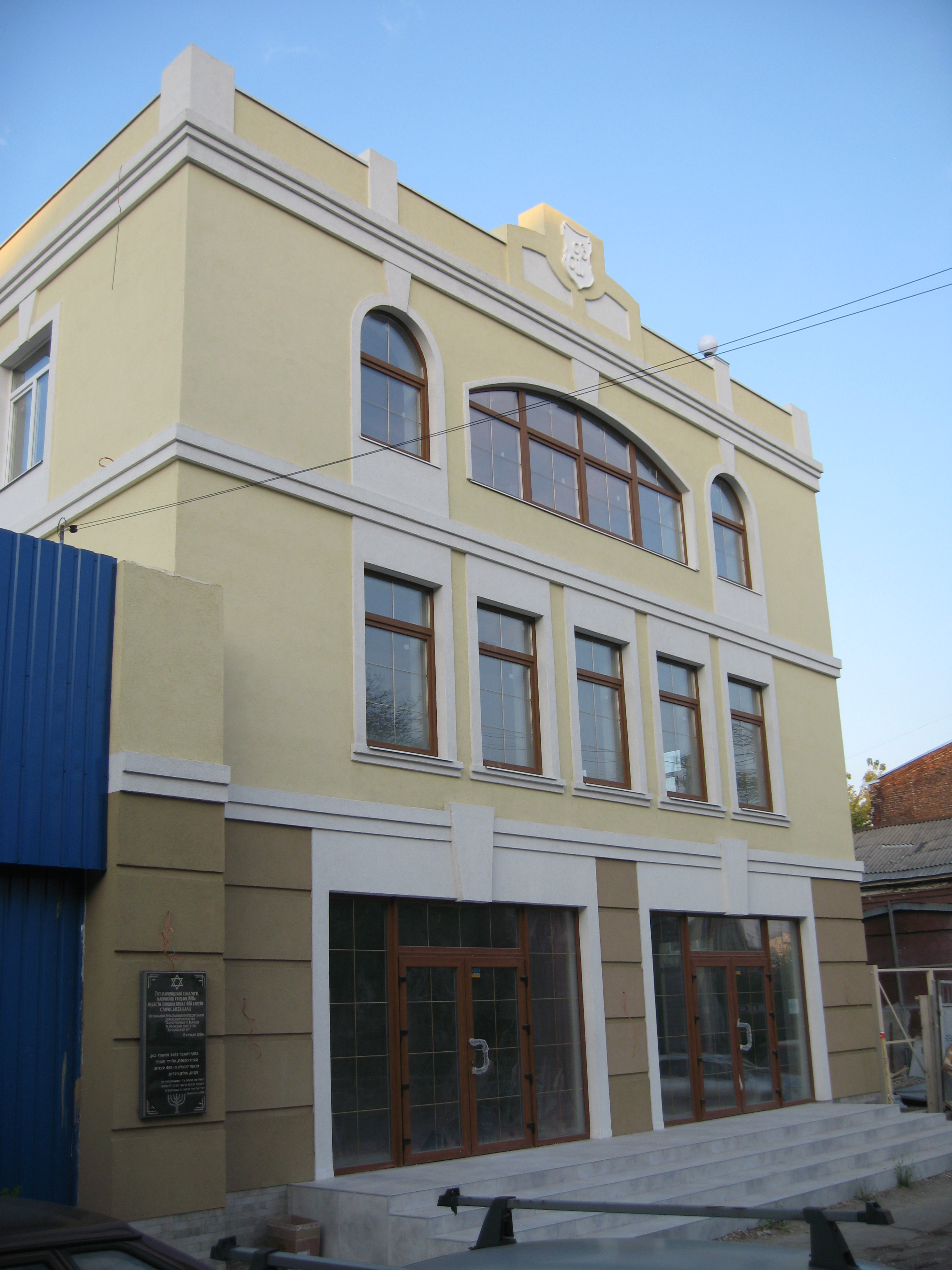
Нова будівля за харківською адресою вул. Громадянська, 19
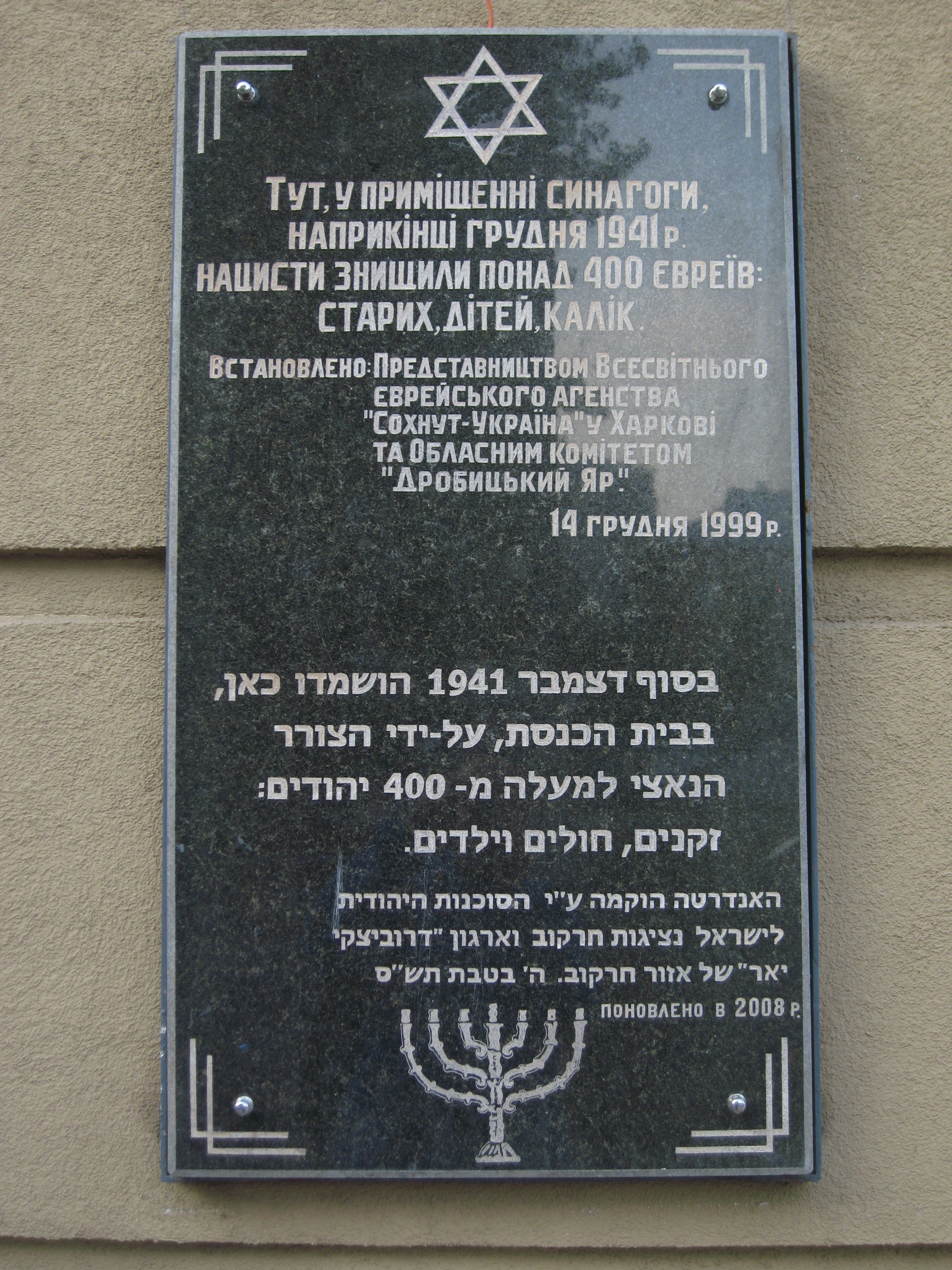
Пам'ятна дошка про трагедію в часи 2СВ на цьому місці
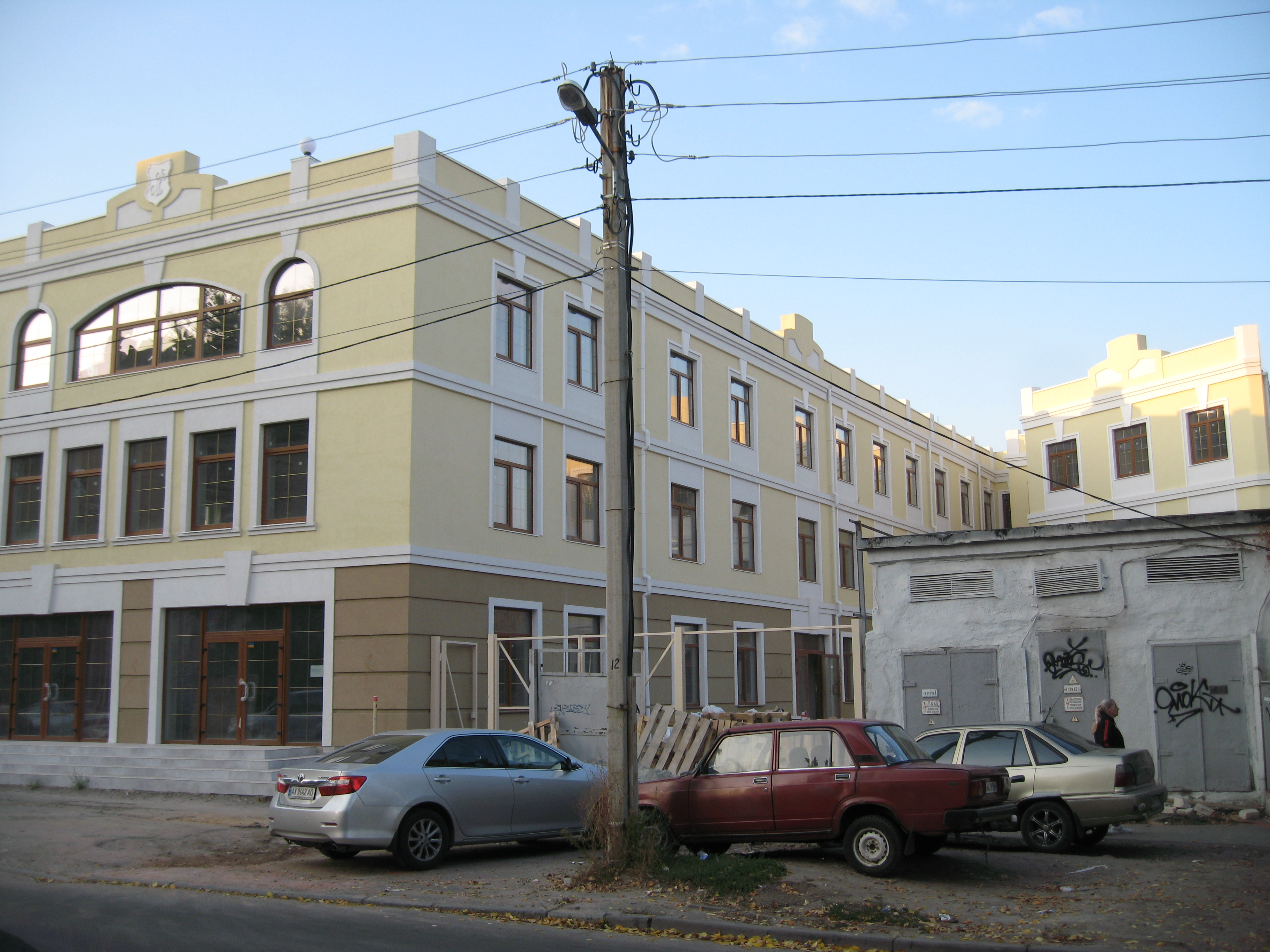
Офісна будівля і в'їзд у двір
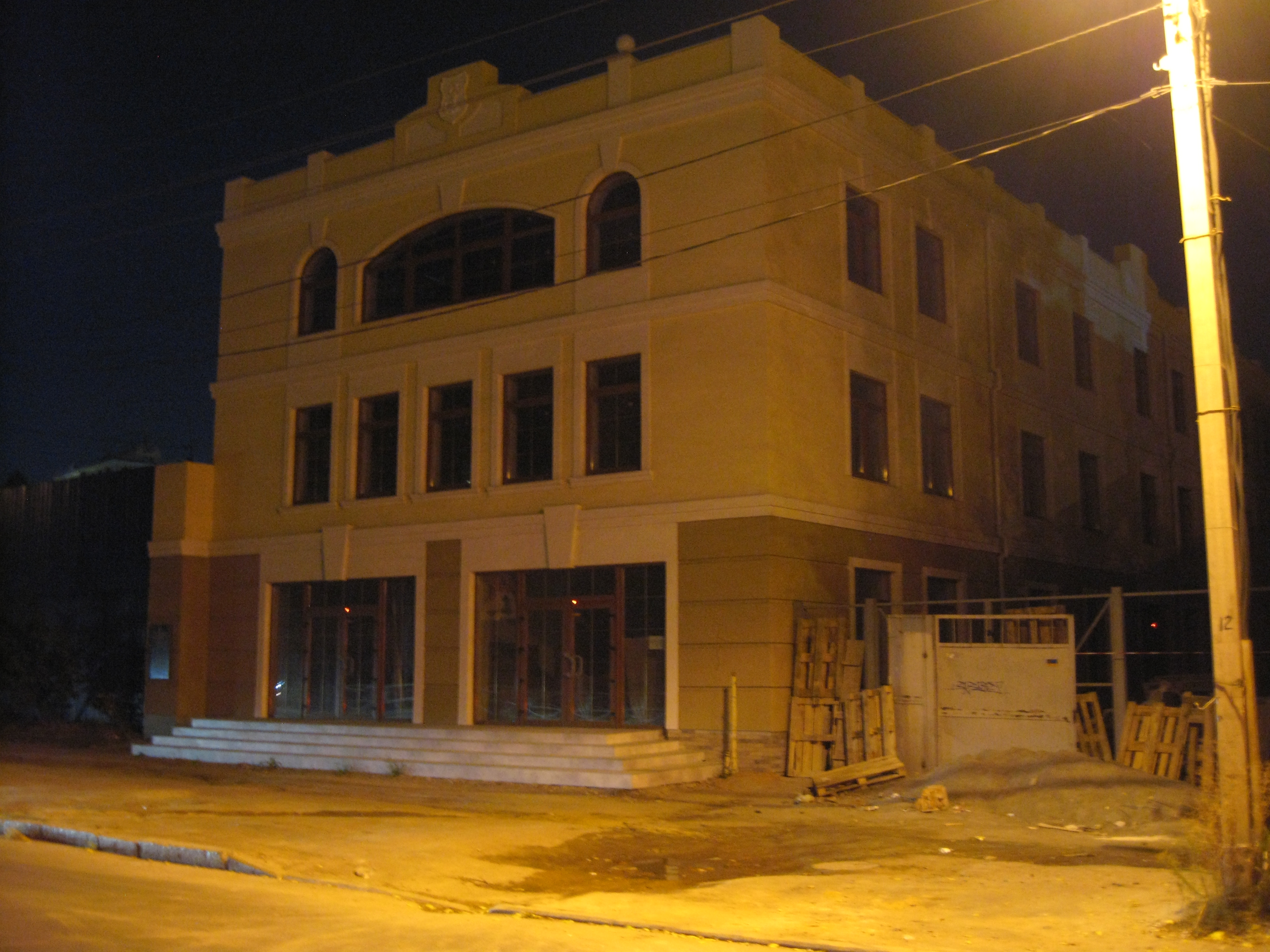
Навобудова і в'їзд вночі
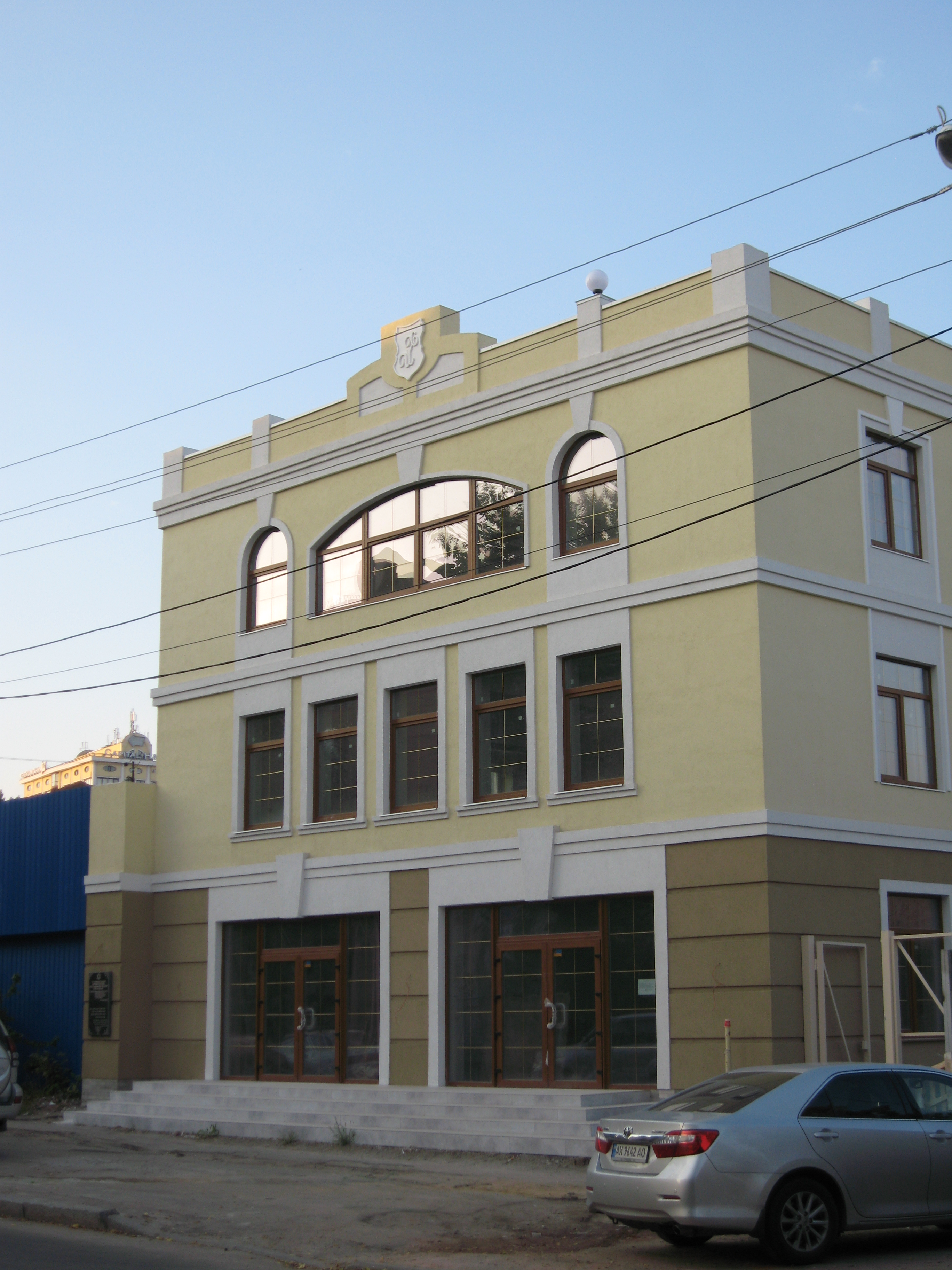
Офісна новобудова вдень